# Urapteroides fasciata
Urapteroides fasciata är en fjärilsart som beskrevs av Paul Mabille 1878. Urapteroides fasciata ingår i släktet Urapteroides och familjen Uraniidae. Inga underarter finns listade i Catalogue of Life.